# Emil Bratro

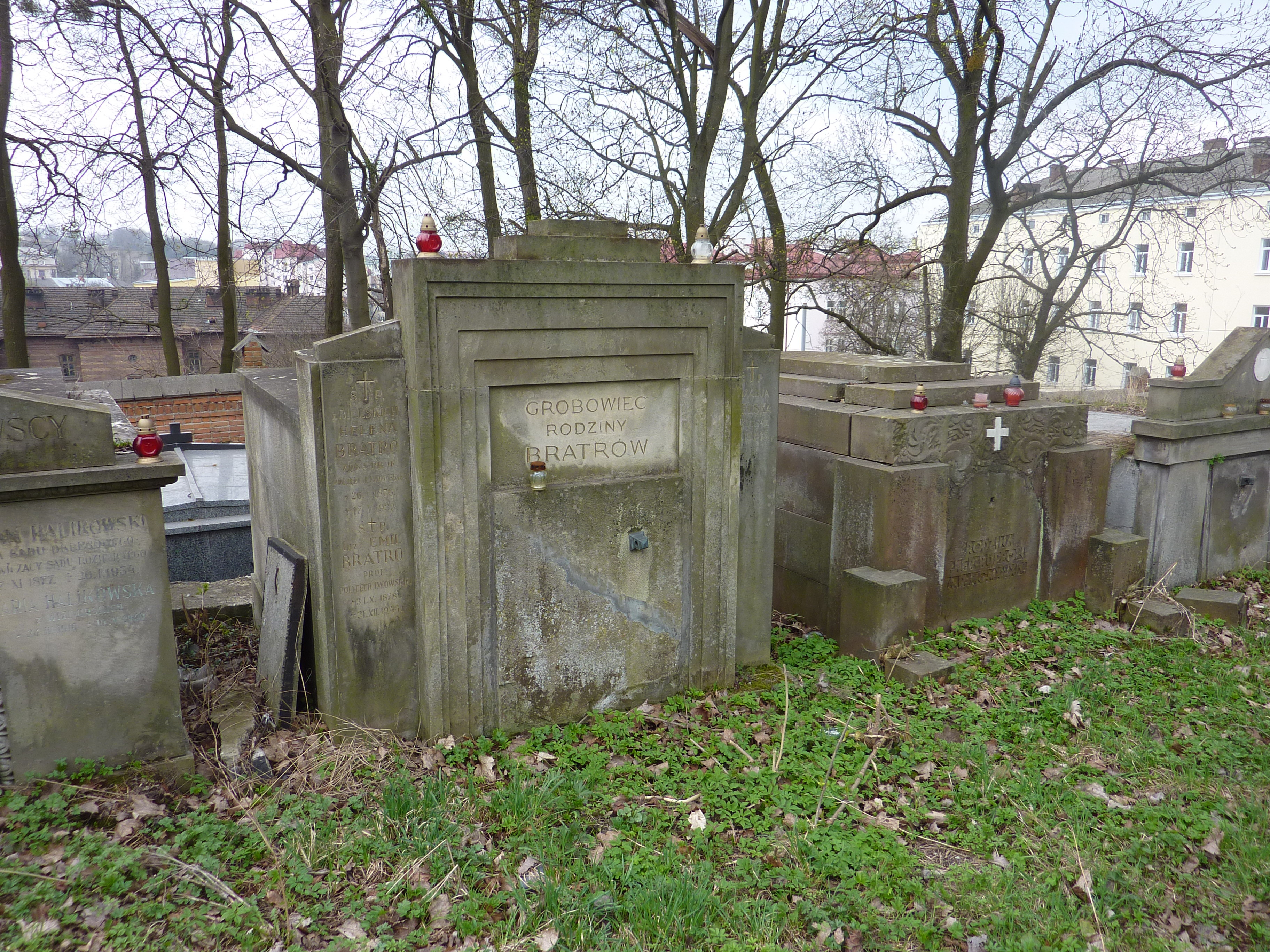
Grobowiec rodziny Bratro

Emil Bratro (ur. 31 października 1878 w Podgórzu, zm. 21 grudnia 1944 we Lwowie) – inżynier budowy dróg, profesor zwyczajny robót ziemnych, budowy dróg i tuneli Politechniki Lwowskiej, dziekan Wydziału Inżynieryjnego PLw., długoletni redaktor Czasopisma Technicznego, członek korespondent Akademii Nauk Technicznych, członek Rady Technicznej przy Ministrze Komunikacji.

## Życiorys
Urodził się w 1878 w Krakowie-Podgórzu. Ukończył szkołę realną z egzaminem dojrzałości. W 1896 ukończył we Lwowie szkołę średnią i podjął studia na Wydziale Inżynierii Politechniki Lwowskiej. W lipcu 1898 złożył I egzamin rządowy. Dyplom inżyniera uzyskał w 1901. W latach 1901–1929 był zatrudniony w państwowej administracji technicznej (do 1929 jako dyrektor robót publicznych we Lwowie), od 1922 do 1929 był wykładowcą kosztorysowania inżynieryjnego na Wydziale Inżynieryjnym PLw, a od 1929 profesorem zwyczajnym robót ziemnych, budowy dróg i tuneli. W roku 1931/32 pełnił funkcję dziekana Wydziału Inżynieryjnego, był członkiem Polskiego Towarzystwa Politechnicznego we Lwowie i od 25 września1929 do końca 1934 roku redaktorem naczelnym Czasopisma Technicznego. Był członkiem zwyczajnym Kasyna i Koła Literacko-Artystycznego we Lwowie.
Jego żoną była Helena z Bielskich (1876–1933), zmarła wskutek obrażeń po potrąceniu przez taksówkę na Placu Akademickim we Lwowie. Był stryjecznym bratem ojca inż. Adama Bratro.
Został pochowany w grobowcu rodzinnym na Cmentarzu Łyczakowskim we Lwowie.

## Ordery i odznaczenia
- Krzyż Komandorski Orderu Odrodzenia Polski (11 listopada 1937)[10]
- Krzyż Oficerski Orderu Odrodzenia Polski (7 listopada 1925)[11]
- Kawaler Orderu Franciszka Józefa (Austro-Węgry, 1916)[12]